# Берти, Перегрин, 13-й барон Уиллоуби де Эрзби
Перегрин Берти, 13-й барон Уиллоуби де Эрзби (англ. Peregrine Bertie, 13th Baron Willoughby de Eresby; 12 октября 1555 — 25 июня 1601) — английский государственный и военный деятель елизаветинской эпохи.

## Биография

### Ранние годы
Перегрин был сыном Кэтрин Уиллоуби, 12-й баронессы Уиллоуби де Эрзби от её второго брака с Ричардом Берти. Он родился за пределами Англии, в Везеле, где его родители были вынуждены скрываться из-за гонений на протестантов, начавшихся после восшествия на английский престол королевы-католички Марии I Тюдор. Был крещён через два дня после рождения, 14 октября 1555 года, в церкви св. Виллиброрда протестантским проповедником Генри Бомелиусом.
После прихода к власти Елизаветы I Тюдор семья Берти получила возможность вернуться в Англию. Они прибыли в Линкольншир летом 1559 года, а 2 августа, согласно указу королевы, Перегрин Берти получил английское подданство. Детство он провёл в замке Гримсторп, принадлежавшем его матери, а затем был отдан на воспитание в дом Уильяма Сесила.
Когда Перегрину исполнилось 17 лет, планировалась его помолвка с леди Элизабет Кавендиш, дочерью сэра Уильяма Кавендиша и Элизабет Хардвик. По неизвестной причине обручение так и не состоялось, и Элизабет в 1574 году без королевского позволения вышла замуж за Чарльза Стюарта.
Несмотря на возражения матери, он вступил в брак с леди Мэри де Вер, дочерью Джона де Вера, 16-го графа Оксфорда, в конце 1577 года либо в начале 1578 года. После свадьбы молодожёны обосновались в Гримсторпе. Из-за того, что оба супруга обладали вспыльчивым нравом и тяжёлым характером, первые годы их семейной жизни не были благополучными, однако позже им удалось достичь гармонии в отношениях. Их первенец появился на свет в 1582 году, впоследствии у них родилось ещё шестеро детей.

### Военная и дипломатическая служба
После смерти в 1580 году Кэтрин Уиллоуби Перегрин унаследовал титул барона Уиллоуби де Эрзби и занял место в Палате лордов 16 января 1580 года. В 1582 году ему было поручено сопровождать герцога Анжуйского, прибывшего из Франции в качестве жениха королевы Елизаветы, из Кентербери в Антверпен. В том же году Перегрин был отослан в Данию, чтобы наделить короля Фредерика II званием рыцаря ордена Подвязки. Лорд Уиллоуби де Эрзби приехал в Хельсингёр 22 июля и оставался там до 27 сентября 1582 года. Другая его миссия носила коммерческий характер и заключалась в достижении договорённости, согласно которой английские торговые суда могли беспрепятственно ходить в датских водах, чего в конечном итоге он добился.
В октябре 1585 года он вернулся в Данию, чтобы от имени Елизаветы просить о поддержке для Генриха Наваррского, а также получить военную помощь для Англии в борьбе против Испании за Нидерланды. Хотя король Фредерик принял его весьма приветливо, переговоры продвигались медленно. Как явствует из переписки с сэром Фрэнсисом Уолсингемом все эти поездки оплачивались Перегрином из собственного кармана, что привело его к финансовым затруднениям. Он умолял Уолсингема освободить его от обязанностей дипломата и отправить на войну во Фландрию. К концу декабря король частично внял уговорам Уиллоуби. Он обещал использовать своё влияние на Филиппа II Испанского, дабы убедить того оставить Нидерланды. Помимо этого, Фредерик согласился отправить в Нидерланды кавалерийский отряд в 2 тыс. всадников в резерв английских войск, находившихся там. Уиллоуби воспринял это как гарантию благосклонности к Англии и её союзникам и, сочтя свою миссию завершённой, уехал во Фландрию, посетив по пути Гамбург, Эмден и Амстердам.
В марте 1586 года он принял участие в освобождении Граве, провинции в Северном Брабанте, под командованием сэра Джона Норриса, а в конце марта барон Уиллоуби заменил Филипа Сидни на посту губернатора Берген-оп-Зома под началом Роберта Дадли, графа Лестера, бывшего генерал-губернатором Соединённых провинций. 27 мая Лестер сообщил королеве о том, как с помощью небольшого отряда Уиллоуби захватил испанский конвой, державший путь в Антверпен. Однако в битве при Зютфене в сентябре 1586 года он потерпел поражение.
Зимой 1586-87 годов, когда военный действия были временно приостановлены, среди английских военачальников, а также между ними, правительством Англии и Нидерландов, стали возникать серьёзные разногласия. До начала кампании 1587 года сэр Джон Норрис был отозван, и Уиллоуби взял на себя командование кавалерией. В июле 1587 года, несмотря на многочисленные упорные попытки, Лестеру и Уиллоуби не удалось освободить Слёйс, осаждённый войсками герцога Пармского. В течение двух последующих месяцев вместе с гарнизоном города Берген-оп-Зома Уиллоуби участвовал во многих сражениях, но без каких-либо заметных успехов.
После отъезда Лестера в Англию в конце 1587 года, Уиллоуби сложил с себя полномочия губернатора Берген-оп-Зома и принял командование английскими войсками, базировавшимися на тот момент в Нидерландах. На новом посту он столкнулся со следующими трудностями: английское правительство не выполняло обязательств по поставкам продовольствия, обмундирования и жалования для армии, и, после подачи нескольких безрезультатных прошений к Генеральным штатам, Уиллоуби обратился непосредственно к королеве Елизавете. Одновременно он отправил полное горьких жалоб письмо лорду Бёрли, в котором объяснял, что он настолько во всём ограничен, что не может быть и речи о продолжении войны, и кроме того, жители Нидерландов возмущены бесцельным на их взгляд вторжением англичан.
14 марта 1588 года Уиллоуби получил из Англии 10 тыс. фунтов и приказ начать переговоры о перемирии между Нидерландами и Испанией. Однако условия, предложенные им Генеральным штатам, не были приняты. Пока ситуация оставалась неопределённой, испанцы пошли в наступление на Берген и Остенде, два основных оплота Нидерландов. Королева, разгневанная тем, какой оборот приняли события, в своих письмах упрекала Уиллоуби за действия, предпринятые для противостояния новой испанской угрозе. В июне 1588 года он получил приказ отправить в Англию две тысячи солдат в преддверии ожидавшегося нападения испанской армады, после чего подал прошение об отставке, которое было отклонено.
31 июля он захватил севший на мель между Остенде и Слёйсом испанский фрегат, пытавшийся укрыться после отступления армады. В последующие дни корабли Уиллоуби отслеживали флотилию герцога Пармского с целью предотвратить её выход на помощь испанцам. К концу года испанцы вновь активизировались, и в середине сентября Уиллоуби пришлось выехать в Берген. Город вскоре был осаждён испанцами, однако Уиллоуби успешно сдержал натиск, и в начале ноября враг отступил.
В декабре правительство Англии отдало Уиллоуби приказ отправить часть своих войск в Португалию, что он и сделал с явной неохотой. Между тем, Генеральные Штаты по-прежнему выражали недовольство тем, как Елизавета поступала с ними, что в свою очередь отражалось и на отношении к Уиллоуби. Наконец, в начале марта 1589 года, его ходатайство об отставке было удовлетворено, и уже в середине марта он вернулся в Англию. Его здоровье было подорвано, а владения пришли в упадок из-за того, что расходы на содержание армии в Нидерландах ему пришлось покрывать из собственных средств. Однако лорду Уиллоуби не пришлось долго оставаться в покое. Вскоре после приезда ему было поручено заседать на суде над Филиппом Говардом, графом Арунделом, обвинённым в государственной измене, а 20 сентября 1589 года его поставили во главе армии из 4 тыс. человек, отправленных в помощь королю Генриху IV в Дьеп для борьбы с Католической лигой.
Генрих тепло принял Уиллоуби, хотя и посетовал на малое количество людей, сам же Перегрин в письме к Уолсингему отметил не отвечавшее требованиям снаряжение английских солдат. Согласно его предположениям, Генрих, ободрённый прибытием английских наёмников, должен был двинуться к Парижу, однако позже он обнаружил, что король принял решение отступить. Тем не менее Уиллоуби сыграл заметную роль при взятии  Вандома, Монса, Алансона и Фалеза, несмотря на то, что его войска страдали от нехватки продовольствия и необходимого оснащения. Из Англии он денег так и не дождался, а король Генрих, несмотря на благосклонность к Уиллоуби, также отказался платить его солдатам. Уиллоуби доложил Тайному совету, что из-за многочисленных лишений большинство солдат погибло от голода, а вовсе не во время сражений. После того, как Генрих занял Онфлёр (январь 1590 года), Уиллоуби дозволили вернуться на родину с остатками армии.

### Последние годы
Начало 1590-х годов Уиллоуби провёл, путешествуя по Италии, чтобы поправить здоровье. В 1596 году, незадолго до возвращения в Англию, он обратился к Роберту Деверё, графу Эссексу, фавориту Елизаветы, с просьбой посодействовать в получении должности губернатора Берик-апон-Туида. Его ходатайство было удовлетворено, и в феврале 1598 года он был назначен не только губернатором Берика, но и смотрителем приграничных с Шотландией областей, вытеснив с этих постов Роберта Кэри. Приступив к своим обязанностям с конца апреля 1598 года, Уиллоуби в письме к членам Тайного совета обратил их внимание на плачевное состояние северного гарнизона и укреплений на границе.
В июне 1599 года он организовал похищение Эдмунда Эшфилда, англичанина-католика, посетившего короля Шотландии Якова VI. Один из шпионов графа Эссекса, Томас Уэйман, сообщал, что Эшфилд виделся с королём дважды, а после обсуждал с несколькими придворными вероятность того, что Яков будет королём Англии после смерти Елизаветы. Уэйман сделал вывод, что своими речами Эшфилд пытался настроить короля против Эссекса. Когда об этом стало известно Уильяму Боулсу, английскому послу при шотландском дворе, они с Уиллоуби решили задержать Эшфилда, что и было сделано, когда тот совершал прогулку верхом неподалёку от Эдинбурга. Отправив Эшфилда, а также все его бумаги в Берик, Уиллоуби отрапортовал о случившемся Роберту Сесилу, заявив, что у него нет намерения отпускать пленника назад в Шотландию.
Король воспринял поимку Эшфилда как оскорбление, нанесённое ему лично. Между Яковом и Уиллоуби завязалась переписка, и Перегрину стоило большого труда убедить короля, что произошедшее не было попыткой каким-либо образом выразить ему неуважение. Впоследствии их переписка стала регулярной.
Февраль 1600 года Уиллоуби посвятил поездке в Лондон, где предоставил Роберту Сесилу отчёт о проделанной работе и о событиях на границе. Вернувшись в Берик, он начал приводить в порядок приграничные укрепления. Однако его распоряжения, а также стиль управления не всегда находили поддержку, что становилось причиной многочисленных тяжб и жалоб, рассматриваемых на совете в Йорке. Тем не менее, когда сведения о деятельности Уиллоуби доходили до Лондона, в большинстве случаев его действия получали одобрение правительства.
Между тем, его здоровье быстро ухудшалось, и он умер 25 июня 1601 года. 20 июля его останки были перевезены из Берика в Спилсби, графство Линкольншир, где и были погребены согласно его завещанию от 1599 года. Ему наследовал его старший сын, Роберт Берти, в 1626 году получивший титул графа Линдси. Леди Уиллоуби пережила супруга более чем на двадцать лет и скончалась в 1624 году.